# Ribeira Grande (Castelo Branco)
A Ribeira Grande (Castelo Branco) é um curso de água português localizado na freguesia de Castelo Branco, Concelho de Horta, ilha do Faial, arquipélago dos Açores.
Este curso de água tem origem a uma cota de altitude de cerca de 800 metros nos contrafortes da Serra da Feteira. 
A sua bacia hidrográfica, procede assim à drenagem de parte dos contrafortes da Serra da Feteira e do Pico das Queimadas. 
Depois de receber dois afluntes cujas águas tem origem a altitudes entre os 700 e os 800 metros segue para o Oceano Atlântico indo desaguar na localidade de Castelo Branco, próximo ao Aeroporto da Horta.